# Dona Speir
Dona Linda Speir (* 7. Februar 1964 in Norwalk, Kalifornien) ist eine US-amerikanische ehemalige Schauspielerin, Playmate und Autorin.

## Leben
Speir wurde am 7. Februar 1964 im kalifornischen Norwalk geboren. Sie machte 1982 ihren Abschluss an der Fountain Valley High School in Fountain Valley. Drei Jahre später heiratete sie 1985 Spyro Kemble, mit dem sie gemeinsam 1988 im Film Hawaii Connection auftrat und der ab 2017 einem breiteren Publikum in der Reality-Fernsehserie Real Estate Wars bekannt wurde. In zweiter Ehe war sie mit Bruce Alan Berman verheiratet. 1994 kam der gemeinsame Sohn zur Welt.
Bekanntheit erlangte sie im März 1984, als sie „Playmate des Monats“ im Playboy wurde. Seitdem trat sie immer wieder in Reality-Serien, Dokumentationen und Filmen für Produktionen des Playboy in Erscheinung. Bereits 1983 wirkte sie als Statistin in einzelnen Episoden verschiedener Fernsehserien mit. Es folgten Darstellungen als Model etwa in Episoden der Fernsehserie Matt Houston oder 1985 im Film Kopfüber in die Nacht. Ab 1987 mit Hard Ticket to Hawaii folgten mehrere Filmproduktionen unter der Regie von Andy Sidaris, die sogenannten „Bullets, Bombs and Babes“-Filme, in der sie die Rolle der Donna Hamilton verkörperte. Dabei mimt sie eine (ehemalige) Agentin, die sich dank ihrer Kampfkünste und ihres Sexappeals aus brenzligen Situationen retten kann.
2019 erschien die gemeinsam mit Chris Epting verfasste Autobiografie The Naked Truth: The Fall and Rise of Dona Speir. Der Name Dona Speir ist unter der Nummer SN879288030 markenrechtlich geschützt.

## Filmografie (Auswahl)
- 1983–1984: Matt Houston (Fernsehserie, 3 Episoden, verschiedene Rollen)
- 1984: Automan (Fernsehserie, Episode 1x13)
- 1984: Mike Hammer (Fernsehserie, 2 Episoden, verschiedene Rollen)
- 1985: Kopfüber in die Nacht (Into the Night)
- 1985: Knast Total – Hier sitzen sie richtig (Doin' Time)
- 1986: Knight Rider (Fernsehserie, Episode 4x17)
- 1987: Hard Ticket to Hawaii
- 1987: Schlappe Bullen beißen nicht (Dragnet)
- 1988: Hawaii Connection (Picasso Trigger)
- 1988: Bei uns liegen Sie richtig (Mortuary Academy)
- 1989: Eine schrecklich nette Familie (Married… with Children, Fernsehserie, Episode 3x11)
- 1989: Heiße Girls und scharfe Schüsse (Savage Beach)
- 1990: Click: The Calendar Girl Killer
- 1990: Heiße Girls – Lizenz zum Killen (Guns)
- 1991: Girls, Games and Guns
- 1991: Tödlicher Jackpot (Death Hits the Jackpot, Fernsehfilm)
- 1992: Hard Hunted – Heiße Girls, eiskalt (Hard Hunted)
- 1993: Palm Beach-Duo (Silk Stalkings, Fernsehserie, Episode 2x15)
- 1993: Fit to Kill – Kurven, Krallen und Kanonen (Fit to Kill)

## Werke
- The Naked Truth: The Fall and Rise of Dona Speir. Lightning Source, La Vergne 2019, ISBN 978-1-939282-42-2